# Sigamos Haciendo Historia
Sigamos Haciendo Historia es una coalición electoral mexicana de izquierda formada por el Movimiento Regeneración Nacional (Morena), el Partido del Trabajo (PT) y el Partido Verde Ecologista de México (PVEM) para las elecciones de México de 2024. También forman parte de la coalición algunos partidos locales en las elecciones de sus respectivas entidades federativas.

## Historia

Distritos electorales en que la coalición postula candidatos:
Candidato postulado por el Morena (143)
Candidato postulado por el PVEM (71)
Candidato postulado por el PT (43)
Sin candidato de coalición (30)

La coalición es sucesora de Juntos Hacemos Historia, alianza que participó en las elecciones de México de 2021 y las estatales de 2022 y 2023. Y se oficializó el 19 de noviembre de 2023, una vez que Claudia Sheinbaum se registró como precandidata única a la presidencia de la república por el Movimiento Regeneración Nacional, Partido del Trabajo y Partido Verde Ecologista de México para las elecciones federales de 2024.

## Plataforma política
La plataforma política presentada por la coalición, así como el programa de gobierno, destaca principalmente una economía mixta; el impulso del humanismo mexicano; el bienestar y la justicia social; continuar con la transformación iniciada en el programa del actual gobierno; el rescate del campo y la autosuficiencia alimentaria.
En cuanto a políticas de Estado de derecho y políticas electorales, buscan reducir poderes del Instituto Nacional Electoral y el Tribunal Electoral sobre los partidos, así como disminuir en forma significativa el costo del aparato burocrático encargado de organizar, supervisar y calificar los procesos electorales. Buscan reformar leyes constitucionales para evitar caer en la disyuntiva de optar entre la justicia o la ley; además, de fomentar la democracia participativa.
Se promueve el humanismo mexicano, en el que se tiene como eje impulsar la colectividad en lugar del individualismo neoliberal. En materia energética, llaman a consolidar la soberanía de Petróleos Mexicanos y la Comisión Federal de Electricidad. Mantiene su eje rector de impulsar en el país el pluriculturalismo, el multilingüismo, así como la libre determinación y autonomía de los pueblos indígenas, también de políticas públicas orientadas a la población LGBTQ+.
En temas económicos, reconocen la importancia de la reindustrialización y el nearshoring, sin dejar de lado la responsabilidad social del Estado en una economía mixta.

## Elecciones locales
| Elección estatal    | Nombre de coalición                              | Partidos nacionales | Partidos nacionales | Partidos nacionales | Partidos locales |
| 2024                | 2024                                             | 2024                | 2024                | 2024                | 2024             |
| ------------------- | ------------------------------------------------ | ------------------- | ------------------- | ------------------- | ---------------- |
| Aguascalientes      | Sigamos Haciendo Historia en Aguascalientes      |                     |                     |                     |                  |
| Baja California     | Sigamos Haciendo Historia en Baja California     |                     |                     |                     |                  |
| Baja California Sur | Sigamos Haciendo Historia en Baja California Sur |                     |                     |                     |                  |
| Campeche            | Sigamos Haciendo Historia en Campeche            |                     |                     |                     |                  |
| Chiapas             | Sigamos Haciendo Historia en Chiapas             |                     |                     |                     |                  |
| Chihuahua           | Sigamos Haciendo Historia en Chihuahua           |                     |                     |                     |                  |
| Ciudad de México    | Sigamos Haciendo Historia en la CDMX             |                     |                     |                     |                  |
| Coahuila            | Sigamos Haciendo Historia en Coahuila            |                     |                     |                     |                  |
| Colima              | Sigamos Haciendo Historia en Colima              |                     |                     |                     |                  |
| Durango             | Sigamos Haciendo Historia en Durango             |                     |                     |                     |                  |
| Estado de México    | Sigamos Haciendo Historia en EDOMEX              |                     |                     |                     |                  |
| Guanajuato          | Sigamos Haciendo Historia en Guanajuato          |                     |                     |                     |                  |
| Guerrero            | Sigamos Haciendo Historia en Guerrero            |                     |                     |                     |                  |
| Hidalgo             | Sigamos Haciendo Historia en Hidalgo             |                     |                     |                     |                  |
| Jalisco             | Sigamos Haciendo Historia en Jalisco             |                     |                     |                     |                  |
| Michoacán           | Sigamos Haciendo Historia en Michoacán           |                     |                     |                     |                  |
| Morelos             | Sigamos Haciendo Historia en Morelos             |                     |                     |                     |                  |
| Nayarit             | Sigamos Haciendo Historia en Nayarit             |                     |                     |                     |                  |
| Nuevo León          | Sigamos Haciendo Historia en Nuevo León          |                     |                     |                     |                  |
| Oaxaca              | Sigamos Haciendo Historia en Oaxaca              |                     |                     |                     |                  |
| Puebla              | Sigamos Haciendo Historia en Puebla              |                     |                     |                     |                  |
| Querétaro           | Sigamos Haciendo Historia en Querétaro           |                     |                     |                     |                  |
| Quintana Roo        | Sigamos Haciendo Historia en QROO                |                     |                     |                     |                  |
| San Luis Potosí     | Sigamos Haciendo Historia en SLP                 |                     |                     |                     |                  |
| Sinaloa             | Sin coalición                                    | Sin coalición       | Sin coalición       | Sin coalición       | Sin coalición    |
| Sonora              | Sigamos Haciendo Historia en Sonora              |                     |                     |                     |                  |
| Tabasco             | Sigamos Haciendo Historia en Tabasco             |                     |                     |                     |                  |
| Tamaulipas          | Sigamos Haciendo Historia en Tamaulipas          |                     |                     |                     |                  |
| Tlaxcala            | Sigamos Haciendo Historia en Tlaxcala            |                     |                     |                     |                  |
| Veracruz            | Sigamos Haciendo Historia en Veracruz            |                     |                     |                     |                  |
| Yucatán             | Sigamos Haciendo Historia en Yucatán             |                     |                     |                     |                  |
| Zacatecas           | Sigamos Haciendo Historia en Zacatecas           |                     |                     |                     |                  |
| 2025                |                                                  |                     |                     |                     |                  |
| Durango             | Sigamos Haciendo Historia en Durango             |                     |                     |                     |                  |
| Veracruz            | Sigamos Haciendo Historia en Veracruz            |                     |                     |                     |                  |

## Resultados electorales

### Presidencia de México
|  | 45.52 % |

|  | 59.76 % |

|  | 7.78 % |

|  | 6.46 % |

### Cámara de Senadores
|  | 40.81 % |

|  | 55.1 % |

|  | 8.93 % |

|  | 5.36 % |

### Cámara de Diputados
|  | 40.84 % |

|  | 54.71 % |

|  | 8.4 % |

|  | 5.47 % |

### Gubernaturas
La coalición también se presenta en las elecciones estatales de 2024, en las cuales se renuevan las gubernaturas de ocho estados y la jefatura de gobierno de la Ciudad de México. 
|  | 51.9 % |

|  | 79.29 % |

|  | 41.05 % |

|  | 38.26 % |

|  | 48.37 % |

|  | 59.53 % |

|  | 80.52 % |

|  | 58.9 % |

|  | 51.48 % |